# Casa Vera
La Casa Vera és una casa de Cervera (Segarra) inclosa a l'Inventari del Patrimoni Arquitectònic de Catalunya.

## Descripció
Edifici fet de paredat. Està format per dos cossos en forma de L. El cos principal té a la planta baixa la porta principal d'arc de mig punt dovellat, una finestra reixada i dues finestres refetes recentment. A la primera planta hi ha dos finestres amb bassa i una porta balconera amb barana de forja. A l'angle que formen els dos cossos hi ha dues portes de sortida de balcó amb barana de ferro forjat comú, tot suportat per mènsules. La segona planta té dues portes balconeres amb barana de forja i una finestra. La planta superior és una golfa amb una sèrie de finestres quadrangulars. L'altre cos està situat damunt un portal. Cal destacar dues finestres el·líptiques situades a les dues bandes d'una porta balconera amb barana de forja.